# Meidericher Spielverein Duisburg 1997-1998
Questa voce raccoglie le informazioni riguardanti il Meidericher Spielverein Duisburg nelle competizioni ufficiali della stagione 1997-1998.

## Stagione
Nella stagione 1997-1998 il Duisburg, allenato da Friedhelm Funkel, concluse il campionato di Bundesliga al 8º posto. In Coppa di Germania il Duisburg perse la finale con il Bayern Monaco. In Coppa Intertoto il Duisburg perse la doppia finale con l'Auxerre.

## Rosa
| N. |                      | Ruolo | Calciatore           |
| -- | -------------------- | ----- | -------------------- |
| 1  | Germania (bandiera)  | P     | Holger Gehrke        |
| 2  | Germania (bandiera)  | D     | Joachim Hopp         |
| 3  | Germania (bandiera)  | C     | Dietmar Hirsch       |
| 4  | Germania (bandiera)  | D     | Torsten Wohlert      |
| 5  | Polonia (bandiera)   | D     | Tomasz Hajto         |
| 6  | Danimarca (bandiera) | C     | Stig Tøfting         |
| 7  | Serbia (bandiera)    | D     | Slobodan Komljenović |
| 8  | Germania (bandiera)  | A     | Markus Osthoff       |
| 9  | Togo (bandiera)      | A     | Bachirou Salou       |
| 11 | Moldavia (bandiera)  | A     | Alexandru Popovici   |
| 12 | Norvegia (bandiera)  | P     | Thomas Gill          |
| 13 | Germania (bandiera)  | D     | Markus Reiter        |
| 15 | Germania (bandiera)  | D     | Horst Steffen        |

| N. |                     | Ruolo | Calciatore       |
| -- | ------------------- | ----- | ---------------- |
| 16 | Germania (bandiera) | C     | Marc Kienle      |
| 17 | Germania (bandiera) | C     | Thomas Puschmann |
| 18 | Germania (bandiera) | A     | Uwe Spies        |
| 19 | Germania (bandiera) | C     | Jörg Neun        |
| 20 | Germania (bandiera) | C     | Michael Zeyer    |
| 21 | Germania (bandiera) | C     | Thomas Vana      |
| 22 | Germania (bandiera) | D     | Stefan Emmerling |
| 23 | Slovenia (bandiera) | C     | Adem Kapič       |
| 24 | Germania (bandiera) | C     | Carsten Wolters  |
| 25 | Svezia (bandiera)   | A     | Niklas Skoog     |
| 26 | Germania (bandiera) | D     | Torsten Schramm  |
| 29 | Lituania (bandiera) | P     | Gintaras Staučė  |

## Organigramma societario
Area tecnica
- Allenatore: Friedhelm Funkel
- Allenatore in seconda:
- Preparatore dei portieri:
- Preparatori atletici:

## Calciomercato

### Sessione estiva
| Acquisti | Acquisti             | Acquisti              | Acquisti |
| R.       | Nome                 | da                    | Modalità |
| -------- | -------------------- | --------------------- | -------- |
| D        | Tomasz Hajto         | Górnik Zabrze         |          |
| C        | Adem Kapič           | Concordia Ihrhove     |          |
| D        | Slobodan Komljenović | Eintracht Francoforte |          |
| C        | Jörg Neun            | Borussia M'gladbach   |          |
| P        | Gintaras Staučė      | Sarıyer               |          |

| Cessioni | Cessioni          | Cessioni               | Cessioni |
| R.       | Nome              | a                      | Modalità |
| -------- | ----------------- | ---------------------- | -------- |
| P        | Thorsten Albustin | Borussia M'gladbach II |          |
| C        | Miroslav Bičanić  | Hapoel Haifa           |          |
| C        | Dirk Anders       | Greuther Fürth         |          |
| A        | Marcus Marin      | St. Pauli              |          |
| D        | Alfred Nijhuis    | Urawa Reds             |          |
| D        | Oliver Westerbeek | Fortuna Colonia        |          |

### Sessione invernale
| Acquisti | Acquisti           | Acquisti | Acquisti |
| R.       | Nome               | da       | Modalità |
| -------- | ------------------ | -------- | -------- |
| A        | Alexandru Popovici | Tiligul  |          |
| C        | Stig Tøfting       | Odense   |          |

| Cessioni | Cessioni | Cessioni | Cessioni |
| R.       | Nome     | a        | Modalità |
| -------- | -------- | -------- | -------- |

## Risultati

### Bundesliga

#### Girone di andata
| Arbitro: | Strampe |

|                                         |           |                            |
| Gaißmayer 36’ Tretschok 73’ Polster 77’ | Marcatori | 19’ Hajto 70’ (rig.) Zeyer |

| Arbitro: | Koop |

|             |           |  |
| Steffen 54’ | Marcatori |  |

| Bochum 8 agosto 1997, ore 20:00 CEST 3ª giornata | Bochum   | 0 – 0 referto | Duisburg | Ruhrstadion (27 005 spett.)\| Arbitro: \| Fröhlich \| |
| Arbitro:                                         | Fröhlich |               |          |                                                       |

| Arbitro: | Heynemann |

|  |           |                                     |
|  | Marcatori | 41’ Balăkov 65’ Bobic 77’ Răducioiu |

| Arbitro: | Kemmling |

|            |           |                            |
| Häßler 82’ | Marcatori | 52’ Spies 67’ (rig.) Zeyer |

| Arbitro: | Buchhart |

|                          |           |              |
| Neun 7’ Zeyer 10’ (rig.) | Marcatori | 19’ Labbadia |

| Arbitro: | Keßler |

|  |           |                 |
|  | Marcatori | 4’ (rig.) Zeyer |

| Arbitro: | Merk |

|                              |           |           |
| Zeyer 32’ (rig.) Wolters 38’ | Marcatori | 88’ Kuntz |

| Arbitro: | Fandel |

|                            |           |          |
| Hajto 11’ (aut.) Happe 22’ | Marcatori | 5’ Salou |

| Arbitro: | Wack |

|  |           |              |
|  | Marcatori | 23’ Neuville |

| Duisburg 18 ottobre 1997, ore 15:30 CEST 11ª giornata | Duisburg | 0 – 0 referto | Borussia Dortmund | Wedaustadion (27 000 spett.)\| Arbitro: \| Stark \| |
| Arbitro:                                              | Stark    |               |                   |                                                     |

| Arbitro: | Fröhlich |

|               |           |  |
| Marschall 21’ | Marcatori |  |

| Arbitro: | Steinborn |

|                                            |           |                                                                      |
| Wohlert 7’ Osthoff 24’ Skoog 81’ Salou 88’ | Marcatori | 8’ Schneider 37’ Hochstätter 70’, 90’ Juskowiak 76’ (rig.) Effenberg |

| Arbitro: | Aust |

|  |           |                                   |
|  | Marcatori | 14’ (aut.) Kleeschätzky 45’ Spies |

| Arbitro: | Berg |

|                                   |           |  |
| Salou 15’ Zeyer 45’ Puschmann 78’ | Marcatori |  |

| Arbitro: | Koop |

|                                      |           |  |
| Helmer 10’ Rizzitelli 37’ Scholl 72’ | Marcatori |  |

| Arbitro: | Kemmling |

|  |           |            |
|  | Marcatori | 22’ Preetz |

#### Girone di ritorno
| Arbitro: | Keßler |

|                           |           |                       |
| Komljenović 3’ Hirsch 71’ | Marcatori | 45’ Azizi 80’ Rychkov |

| Arbitro: | Dardenne |

|            |           |             |
| de Kock 5’ | Marcatori | 30’ Osthoff |

| Arbitro: | Wack |

|                |           |  |
| Salou 49’, 70’ | Marcatori |  |

| Arbitro: | Steinborn |

|           |           |             |
| Bobic 15’ | Marcatori | 56’ Wohlert |

| Arbitro: | Fandel |

|           |           |  |
| Hajto 80’ | Marcatori |  |

| Arbitro: | Krug |

|                   |           |                           |
| Eilts 5’ Todt 82’ | Marcatori | 54’ (aut.) Todt 80’ Spies |

| Arbitro: | Zerr |

|  |           |                            |
|  | Marcatori | 52’ Greilich 89’ Borimirov |

| Arbitro: | Heynemann |

|                               |           |                            |
| Meißner 6’ Reina 69’ Daei 83’ | Marcatori | 65’ Wolters 74’, 88’ Salou |

| Arbitro: | Wagner |

|            |           |             |
| Osthoff 4’ | Marcatori | 36’ Emerson |

| Arbitro: | Stark |

|                     |           |           |
| Majak 29’ Pamić 87’ | Marcatori | 62’ Salou |

| Arbitro: | Wack |

|                               |           |  |
| Chapuisat 28’, 71’ Möller 67’ | Marcatori |  |

| Arbitro: | Koop |

|           |           |               |
| Hajto 65’ | Marcatori | 40’ Marschall |

| Arbitro: | Fröhlich |

|  |           |                          |
|  | Marcatori | 27’, 37’ Spies 39’ Salou |

| Arbitro: | Krug |

|                           |           |                           |
| Komljenović 71’ Salou 78’ | Marcatori | 57’, 90’ (rig.) Kovačević |

| Arbitro: | Wagner |

|                  |           |  |
| Salihamidžić 27’ | Marcatori |  |

| Duisburg 2 maggio 1998, ore 15:30 CEST 33ª giornata | Duisburg  | 0 – 0 referto | Bayern Monaco | Wedaustadion (30 128 spett.)\| Arbitro: \| Heynemann \| |
| Arbitro:                                            | Heynemann |               |               |                                                         |

| Arbitro: | Wack |

|            |           |                                   |
| Preetz 68’ | Marcatori | 38’ Wohlert 60’ Osthoff 74’ Spies |

### Coppa di Germania
| Arbitro: | Weiner |

|           |           |                             |
| Cyroń 15’ | Marcatori | 40’ Wohlert 42’ Komljenović |

| Arbitro: | Müller |

|            |           |  |
| Hirsch 31’ | Marcatori |  |

| Arbitro: | Strampe |

|           |           |  |
| Salou 83’ | Marcatori |  |

| Arbitro: | Buchhart |

|                     |           |                  |
| Gerstner 78’ (rig.) | Marcatori | 24’, 74’ Osthoff |

| Arbitro: | Albrecht |

|                                                                                               |                       |                                                                                       |
| Fengler 89’                                                                                   | Marcatori             | 51’ Zeyer                                                                             |
| Fengler Muchka Smirnov Richter Milošević Bennij Teichmann Heinzen Thömmes Melunovic Ischdonat | Tiri di rigore 9 – 10 | Zeyer Popovici Neun Skoog Wohlert Wolters Komljenović Hirsch Puschmann Emmerling Gill |

| Arbitro: | Strampe |

|                       |           |           |
| Babbel 70’ Basler 89’ | Marcatori | 20’ Salou |

### Coppa Intertoto

#### Fase a gironi
| 21 giugno 1997 1ª giornata |  | – Turno di riposo |  |  |

| Arbitro: | Lajuks |

|                         |           |  |
| Osthoff 18’ Wolters 83’ | Marcatori |  |

| Arbitro: | Mammadov |

|  |           |           |
|  | Marcatori | 22’ Zeyer |

| Arbitro: | Torres |

|                        |           |  |
| Osthoff 48’ Hirsch 64’ | Marcatori |  |

| Łęczna 19 luglio 1997, ore CEST 5ª giornata | Polonia Varsavia | 0 – 0 referto | Duisburg | Stadion Górnik (400 spett.)\| Arbitro: \| Kjelbrott \| |
| Arbitro:                                    | Kjelbrott        |               |          |                                                        |

#### Fase ad eliminazione diretta
| Arbitro: | Mikkelsen |

|                   |           |                       |
| Terëchin 18’, 38’ | Marcatori | 59’ Osthoff 64’ Salou |

| Arbitro: | Elleray |

|                                  |           |             |
| Wohlert 10’, 12’ Gill 89’ (rig.) | Marcatori | 37’ Kobelev |

| Duisburg 12 agosto 1997, ore 20:20 CEST Finale | Duisburg | 0 – 0 referto | Auxerre | Wedaustadion (9 350 spett.)\| Arbitro: \| Puhl \| |
| Arbitro:                                       | Puhl     |               |         |                                                   |

| Arbitro: | Frisk |

|                            |           |  |
| Diomède 57’ Jeunechamp 84’ | Marcatori |  |

## Statistiche

### Statistiche di squadra
| Competizione      | Punti | In casa | In casa | In casa | In casa | In casa | In casa | In trasferta | In trasferta | In trasferta | In trasferta | In trasferta | In trasferta | Totale | Totale | Totale | Totale | Totale | Totale | DR |
| Competizione      | Punti | G       | V       | N       | P       | Gf      | Gs      | G            | V            | N            | P            | Gf           | Gs           | G      | V      | N      | P      | Gf     | Gs     | DR |
| ----------------- | ----- | ------- | ------- | ------- | ------- | ------- | ------- | ------------ | ------------ | ------------ | ------------ | ------------ | ------------ | ------ | ------ | ------ | ------ | ------ | ------ | -- |
| Bundesliga        | 44    | 17      | 6       | 6       | 5       | 21      | 20      | 17           | 5            | 5            | 7            | 22           | 24           | 34     | 11     | 11     | 12     | 43     | 44     | -1 |
| Coppa di Germania | -     | 2       | 2       | 0       | 0       | 2       | 0       | 4            | 2            | 1            | 1            | 6            | 5            | 6      | 4      | 1      | 1      | 8      | 5      | +3 |
| Coppa Intertoto   | -     | 3       | 2       | 1       | 0       | 5       | 1       | 4            | 1            | 2            | 1            | 3            | 4            | 7      | 3      | 3      | 1      | 8      | 5      | +3 |
| Totale            | 44    | 22      | 10      | 7       | 5       | 28      | 21      | 25           | 8            | 8            | 9            | 31           | 33           | 47     | 18     | 15     | 14     | 59     | 54     | +5 |

### Andamento in campionato
| Giornata  | 1  | 2 | 3 | 4  | 5 | 6 | 7 | 8 | 9 | 10 | 11 | 12 | 13 | 14 | 15 | 16 | 17 | 18 | 19 | 20 | 21 | 22 | 23 | 24 | 25 | 26 | 27 | 28 | 29 | 30 | 31 | 32 | 33 | 34 |
| --------- | -- | - | - | -- | - | - | - | - | - | -- | -- | -- | -- | -- | -- | -- | -- | -- | -- | -- | -- | -- | -- | -- | -- | -- | -- | -- | -- | -- | -- | -- | -- | -- |
| Luogo     | T  | C | T | C  | T | C | T | C | T | C  | C  | T  | C  | T  | C  | T  | C  | C  | T  | C  | T  | C  | T  | C  | T  | C  | T  | T  | C  | T  | C  | T  | C  | T  |
| Risultato | P  | V | N | P  | V | V | V | V | P | P  | N  | P  | P  | V  | V  | P  | P  | N  | N  | V  | N  | V  | N  | P  | N  | N  | P  | P  | N  | V  | N  | P  | N  | V  |
| Posizione | 13 | 6 | 6 | 13 | 8 | 5 | 4 | 3 | 3 | 5  | 6  | 7  | 10 | 7  | 6  | 7  | 7  | 8  | 8  | 7  | 8  | 6  | 7  | 7  | 7  | 8  | 9  | 10 | 11 | 9  | 9  | 9  | 11 | 8  |

Legenda:

Luogo: C = Casa; T = Trasferta. Risultato: V = Vittoria; N = Pareggio; P = Sconfitta.

### Statistiche dei giocatori
| Giocatore      | Bundesliga | Bundesliga | Bundesliga  | Bundesliga | Coppa di Germania | Coppa di Germania | Coppa di Germania | Coppa di Germania | Coppa Intertoto | Coppa Intertoto | Coppa Intertoto | Coppa Intertoto | Totale   | Totale | Totale      | Totale     |
| Giocatore      | Presenze   | Reti       | Ammonizioni | Espulsioni | Presenze          | Reti              | Ammonizioni       | Espulsioni        | Presenze        | Reti            | Ammonizioni     | Espulsioni      | Presenze | Reti   | Ammonizioni | Espulsioni |
| -------------- | ---------- | ---------- | ----------- | ---------- | ----------------- | ----------------- | ----------------- | ----------------- | --------------- | --------------- | --------------- | --------------- | -------- | ------ | ----------- | ---------- |
| T. Albustin    | 0          | 0          | 0           | 0          | 0                 | 0                 | 0                 | 0                 | 1               | 0               | 0               | 0               | 1        | 0      | 0           | 0          |
| M. Bičanić     | 0          | 0          | 0           | 0          | 0                 | 0                 | 0                 | 0                 | 4               | 0               | 0               | 0               | 4        | 0      | 0           | 0          |
| S. Emmerling   | 28         | 0          | 7           | 1          | 4                 | 0                 | 2                 | 0                 | 6               | 0               | 1               | 0               | 38       | 0      | 10          | 1          |
| H. Gehrke      | 0          | 0          | 0           | 0          | 0                 | 0                 | 0                 | 0                 | 1               | 0               | 0               | 0               | 1        | 0      | 0           | 0          |
| T. Gill        | 33         | 0          | 1           | 0          | 6                 | 0                 | 0                 | 0                 | 6               | 1               | 0               | 0               | 45       | 1      | 1           | 0          |
| T. Hajto       | 25         | 3          | 6           | 1          | 4                 | 0                 | 1                 | 0                 | 3               | 0               | 1               | 0               | 32       | 3      | 8           | 1          |
| D. Hirsch      | 29         | 1          | 3           | 0          | 6                 | 1                 | 2                 | 0                 | 8               | 1               | 1               | 0               | 43       | 3      | 6           | 0          |
| J. Hopp        | 3          | 0          | 0           | 0          | 1                 | 0                 | 0                 | 1                 | 5               | 0               | 2               | 0               | 9        | 0      | 2           | 1          |
| A. Kapič       | 1          | 0          | 0           | 0          | 0                 | 0                 | 0                 | 0                 | 1               | 0               | 0               | 0               | 2        | 0      | 0           | 0          |
| M. Kienle      | 1          | 0          | 1           | 0          | 0                 | 0                 | 0                 | 0                 | 0               | 0               | 0               | 0               | 1        | 0      | 1           | 0          |
| S. Komljenović | 33         | 2          | 2           | 0          | 6                 | 1                 | 0                 | 0                 | 6               | 0               | 1               | 0               | 45       | 3      | 3           | 0          |
| J. Neun        | 18         | 1          | 5           | 0          | 2                 | 0                 | 1                 | 0                 | 6               | 0               | 1               | 0               | 26       | 1      | 7           | 0          |
| M. Osthoff     | 31         | 4          | 8           | 0          | 5                 | 2                 | 2                 | 0                 | 6               | 3               | 1               | 0               | 42       | 9      | 11          | 0          |
| A. Popovici    | 4          | 0          | 0           | 0          | 1                 | 0                 | 0                 | 0                 | 0               | 0               | 0               | 0               | 5        | 0      | 0           | 0          |
| T. Puschmann   | 21         | 1          | 0           | 0          | 5                 | 0                 | 1                 | 0                 | 3               | 0               | 0               | 0               | 29       | 1      | 1           | 0          |
| M. Reiter      | 12         | 0          | 0           | 0          | 3                 | 0                 | 1                 | 0                 | 4               | 0               | 0               | 0               | 19       | 0      | 1           | 0          |
| B. Salou       | 32         | 10         | 2           | 0          | 5                 | 2                 | 1                 | 0                 | 6               | 1               | 1               | 0               | 43       | 13     | 4           | 0          |
| T. Schramm     | 0          | 0          | 0           | 0          | 0                 | 0                 | 0                 | 0                 | 1               | 0               | 0               | 0               | 1        | 0      | 0           | 0          |
| N. Skoog       | 16         | 1          | 0           | 0          | 2                 | 0                 | 0                 | 0                 | 5               | 0               | 2               | 0               | 23       | 1      | 2           | 0          |
| U. Spies       | 32         | 6          | 0           | 0          | 5                 | 0                 | 0                 | 0                 | 8               | 0               | 0               | 0               | 45       | 6      | 0           | 0          |
| G. Staučė      | 1          | 0          | 0           | 0          | 0                 | 0                 | 0                 | 0                 | 0               | 0               | 0               | 0               | 1        | 0      | 0           | 0          |
| H. Steffen     | 16         | 1          | 3           | 0          | 2                 | 0                 | 0                 | 0                 | 7               | 0               | 0               | 0               | 25       | 1      | 3           | 0          |
| S. Tøfting     | 12         | 0          | 2           | 0          | 2                 | 0                 | 1                 | 0                 | 0               | 0               | 0               | 0               | 14       | 0      | 3           | 0          |
| T. Vana        | 19         | 0          | 1           | 0          | 3                 | 0                 | 0                 | 0                 | 0               | 0               | 0               | 0               | 22       | 0      | 1           | 0          |
| T. Wohlert     | 33         | 3          | 10          | 0          | 5                 | 1                 | 2                 | 0                 | 7               | 2               | 3               | 0               | 45       | 6      | 15          | 0          |
| C. Wolters     | 31         | 2          | 6           | 0          | 5                 | 0                 | 0                 | 0                 | 7               | 1               | 1               | 0               | 43       | 3      | 7           | 0          |
| M. Zeyer       | 33         | 6          | 3           | 0          | 6                 | 1                 | 0                 | 0                 | 7               | 1               | 0               | 0               | 46       | 8      | 3           | 0          |